# Jezioro Kolbackie
Jezioro Kolbackie – jezioro w woj. zachodniopomorskim, w pow. drawskim, w gminie Czaplinek, leżące na terenie Pojezierza Drawskiego.
Według urzędowego spisu opracowanego przez Komisję Nazw Miejscowości i Obiektów Fizjograficznych (KNMiOF) nazwa tego jeziora to Jezioro Kolbackie. W różnych publikacjach i na mapach topograficznych jezioro to występuje pod nazwą Kołbackie
Powierzchnia zwierciadła wody według różnych źródeł wynosi od 38,5 ha do 38,7 ha do 43 ha.
Zwierciadło wody położone jest na wysokości 160,2 m n.p.m. lub 160,7-160,9 m n.p.m. Średnia głębokość jeziora wynosi 1,8 m, natomiast głębokość maksymalna 4,8 m.
Z jeziora wypływa rzeka Dębnica.